# Turkije op de Olympische Winterspelen 1960
Tijdens de Olympische Winterspelen van 1960, die in Squaw Valley (Verenigde Staten) werden gehouden, nam Turkije voor de vierde keer deel.

## Deelnemers en resultaten

### Alpineskiën
| Olympiër          | Discipline       | Resultaat | Prestatie                      |
| ----------------- | ---------------- | --------- | ------------------------------ |
| Muzaffer Demirhan | afdaling (m)     | dq        | diskwalificatie                |
| Muzaffer Demirhan | reuzenslalom (m) | dq        | diskwalificatie                |
| Muzaffer Demirhan | slalom (m)       | dq        | diskwalificatie                |
| Zeki Şamiloğlu    | afdaling (m)     | 58e       | 2.42,4 (+36,4)                 |
| Zeki Şamiloğlu    | reuzenslalom (m) | 54e       | 2.26,3 (+38,0)                 |
| Zeki Şamiloğlu    | slalom (m)       | 39e       | 3.34,7 (+1.25,8) 1.29,0+2.05,7 |

Argentinië · Australië · Bulgarije · Canada · Chili · Denemarken · Duits eenheidsteam · Finland · Frankrijk · Groot-Brittannië · Hongarije · IJsland · Italië · Japan · Libanon · Liechtenstein · Nederland · Nieuw-Zeeland · Noorwegen · Oostenrijk · Polen · Sovjet-Unie · Spanje · Tsjecho-Slowakije · Turkije · Verenigde Staten · Zuid-Afrika · Zuid-Korea · Zweden · Zwitserland